# Emden (Schiff, 1925)

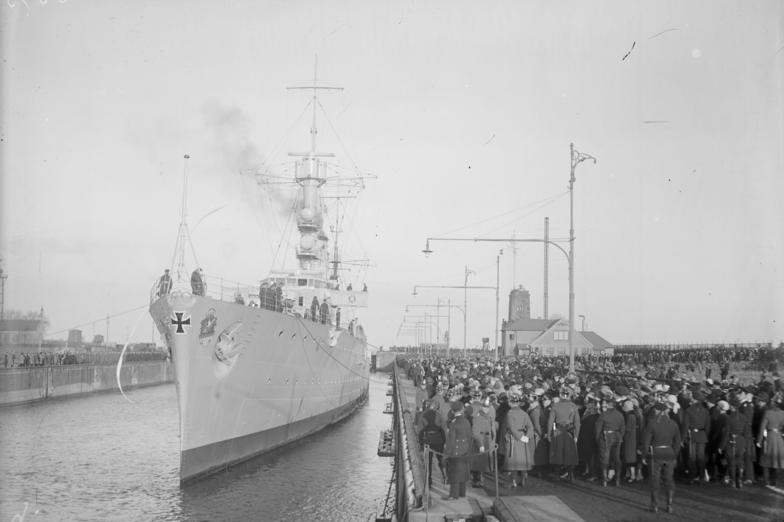
Rückkehr nach Wilhelmshaven, 1928

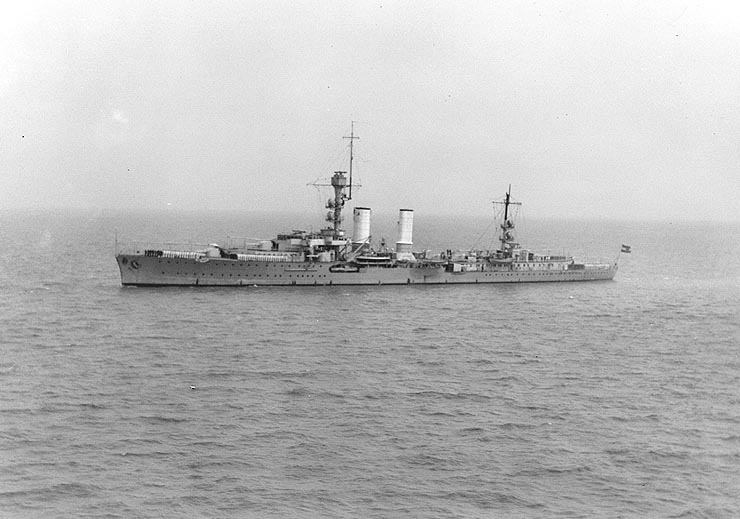
Die Emden vor China, 1931

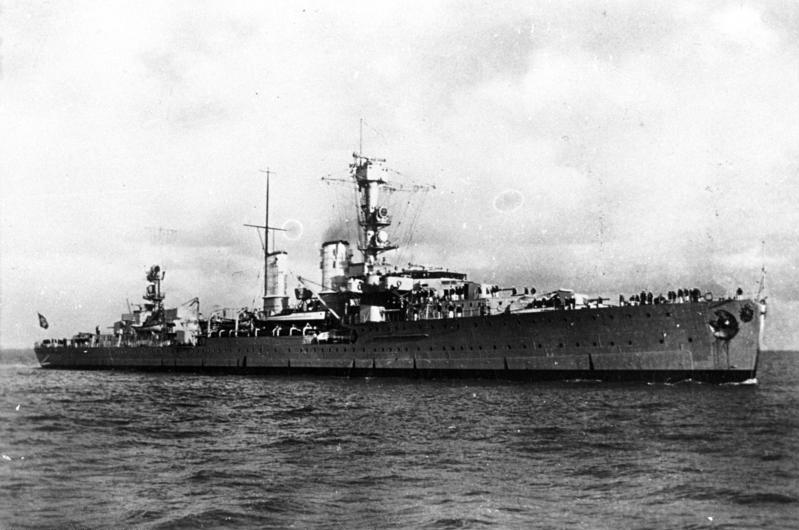
Leichter Kreuzer Emden, 1935

Der Leichte Kreuzer Emden war ein deutsches Kriegsschiff der Reichsmarine der Weimarer Republik und später der Kriegsmarine. Sie war nach den beiden gleichnamigen Kleinen Kreuzern von 1909 beziehungsweise 1917 das dritte deutsche Kriegsschiff, das nach der Stadt Emden benannt wurde.

## Geschichte

### Bau und Indienststellung
Die Weisung zu Entwurfs- und Planungsarbeiten für den ersten deutschen Kreuzernachbau nach dem Versailler Vertrag von 1919 erließ der Chef der Admiralität 1920, und die erste Baurate von 25 Mio. RM bei nach damaligem Stand geschätzten Gesamtbaukosten von 120 Mio. RM wurde im Oktober 1920 in den Haushaltsplan für 1921 aufgenommen. Der Linienriss des Rumpfes für das erste größere deutsche Kriegsschiff, das fast vollkommen geschweißt war, orientierte sich an den letzten Kreuzern der Kaiserlichen Marine, der Cöln-Klasse. Ursprünglich hatte man sogar gehofft, einen der unfertigen Rümpfe der Cöln-Klasse nutzen zu können, was aber seitens der Naval Interallied Commission of Control (NIACC – Teil der Interalliierten Militär-Kontrollkommission IMKK) untersagt wurde. Von den dann abzubrechenden Schiffen konnten aber einige Teile für den Neubau verwertet werden.
Am 7. Januar 1925 lief die Emden auf der Reichsmarinewerft Wilhelmshaven vom Stapel. Die Bauzeit hatte sich durch Finanzierungsprobleme wegen der Hyperinflation der Jahre 1922 und 1923 und Schwierigkeiten bei der Materialbeschaffung verzögert, weshalb sich auch die Gesamtbaukosten nicht mehr sicher angeben lassen. Hinzu kamen die infolge von Fertigungsschwierigkeiten der Industrie und des Einspruchs der Militärkontrollkommission IMKK gegen die vorgesehenen Doppeltürme notwendig werdenden Änderungen an der Konstruktion. Der ursprüngliche Bauplan sah acht 15-cm-Geschütze in vier Zwillingslafetten vor und hätte den Kreuzer zu einem der modernsten seiner Zeit gemacht. Der Vertrag von Versailles untersagte jedoch die Entwicklung neuer Waffensysteme, einschließlich neuer Geschütztürme. Da die deutsche Marine, wie die meisten anderen, bis zu diesem Zeitpunkt keine Doppeltürme für kleinkalibrige Geschütze verwendet hatte, waren alle vorhandenen Turmkonstruktionen für das Kaliber 21 cm oder größer ausgelegt und damit zu schwer für einen Kreuzer, der außerdem laut Versailler Vertrag nicht mehr als 6000 Tonnen verdrängen durfte. Das machte einen Neuentwurf mit wesentlich weniger effektiven Einzelgeschützen notwendig und gab der Emden ein ihren Vorgängern sehr ähnliches Erscheinungsbild.

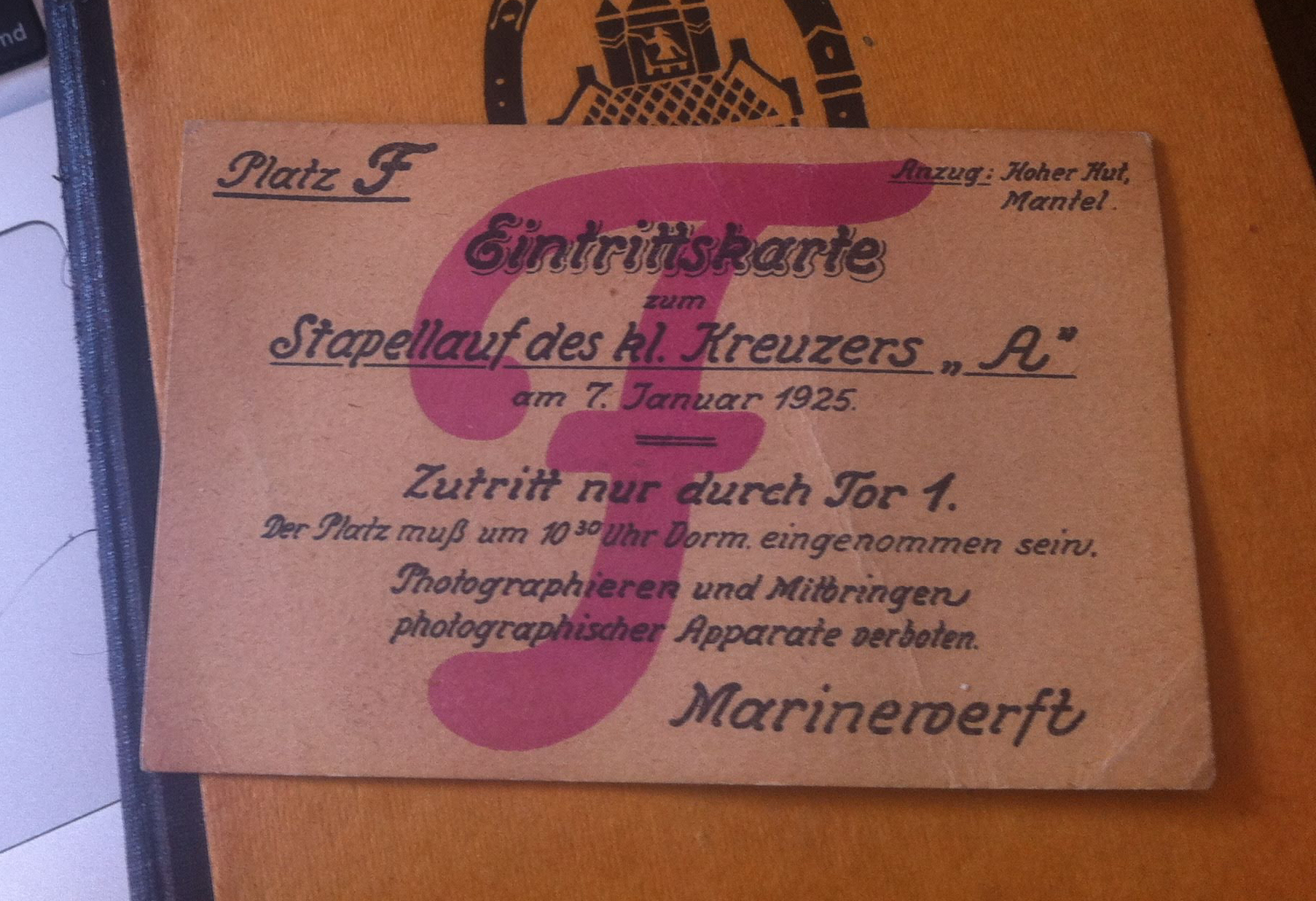
Eintrittskarte zum Stapellauf der Emden am 7. Januar 1925 – Platz F

Der Kreuzer wurde am 15. Oktober 1925 von der Reichsmarine feierlich in Dienst gestellt. 

### Schulschiff
Die Emden war schon vor ihrer Fertigstellung nicht für kriegerische Einsätze vorgesehen und wurde als Schulschiff eingesetzt. Im Rahmen der Ausbildung wurden mehrere Reisen durchgeführt.
1. Reise: 14. November 1926 bis 14. März 1928
 Atlantik, Kapstadt, Cocos-Inseln, Japan, Alaska, Kap Hoorn, Rio de Janeiro, Azoren, Spanien
2. Reise: 5. Dezember 1928 bis 3. Dezember 1929
 Suezkanal, Australien, Hawaii, Panamakanal, Las Palmas (Kanarische Inseln)
3. Reise: 13. Januar bis 13. Mai 1930
 Madeira, New Orleans, Jamaika, Puerto Rico, Las Palmas, Santa Cruz
4. Reise: 1. Dezember 1930 bis 8. Dezember 1931
 Vigo (Spanien), Suezkanal, Colombo, Trincomali, Bangkok, Manila, Nanking, Shanghai, Nagasaki, Osaka, Nii Jima, Tsuruga, Hakkodate, Ateru, Yokohama, Guam, Batavis (Niederländisch-Indien), Cocos-Inseln, Mauritius, Durban, East London, Lobito, Luanda, Freetown, St. Vincent, Las Palmas, Santander

Nach diesen Jahren im Dienst als Ausbildungsschiff, dessen längste Fahrt Anfang der 1930er Jahre bis nach China führte, wurde die Emden 1933 bis 1934 von der Reichsmarine (ab 1935: Kriegsmarine) wegen umfangreicher Umbauarbeiten vorläufig außer Dienst gestellt. Bei dem Umbau wurde die Feuerung der Dampfkessel von Kohle auf Öl umgestellt und der maximal mögliche Brennstoffvorrat erhöht. Die Geschütze wurden gegen solche mit längeren Rohren bei gleichem Kaliber ausgetauscht sowie größere Torpedorohre eingebaut. Danach fuhr sie zunächst wieder als Kadettenschulschiff bis 1939.
1. Reise: 10. November 1934 bis 14. Juni 1935
 Santa Cruz (Teneriffa), Kapstadt, Trinconmali, Cochin (Indochina), Suezkanal, Alexandria, Cartagena, Santa Cruz, Ponta Delgada, Lissabon, Vigo
2. Reise: 23. Oktober 1935 bis 12. Juni 1936[3][4]
 Azoren, Karibik, Venezuela, Panamakanal, Portland/Oregon, Honolulu, Panamakanal, Baltimore, Montreal, Pontevedra (Spanien)
3. Reise: 10. Oktober 1936 bis 23. April 1937
 Cagliari (Sardinien), Warna (Bulgarien), Suezkanal, Ceylon, Thailand, Japan, China, Suezkanal, Falmouth (Großbritannien)

1. Reise: 11. Oktober 1937 bis 23. April 1938
 Spanien, Suezkanal, Colombo, Surabaja/Balawan, Massaua (Ostafrika), Atlantik
2. Reise: 26. Juli bis 15. Dezember 1938
 Norwegen, Reykjavík (Island), Vigo, Azoren, Bermudas, Madeira, Wilhelmshaven – von dort am 10. Oktober weiter nach Constanta (Rumänien), Warna (Bulgarien), Istanbul, Rhodos, Vigo

Vom 29. März bis zum 15. April 1939 war das Schiff im Fischereischutzdienst tätig.

### Zweiter Weltkrieg und Untergang
Am 4. September 1939 wurde die Emden in Wilhelmshaven durch einen abgeschossenen britischen Bristol-Blenheim-Bomber am Vorschiff beschädigt. Es gab neun Tote und zwanzig Verwundete. Im Jahr 1940 gehörte die Emden zu dem Kriegsschiffverband, der beim Unternehmen Weserübung am 8. April mit Heerestruppen an Bord in den Oslofjord einlief, wobei der Schwere Kreuzer Blücher von der Festung Oscarsborg beschossen und versenkt wurde. Am 10. April machte sie in Oslo fest, wo sie bis zum 7. Juni als Nachrichtenzentrale aller drei Wehrmachtteile fungierte. Danach wurde sie nach Swinemünde verlegt, um wieder im Ausbildungsdienst eingesetzt zu werden.
Eine für das Jahr 1940 vorgesehene Umrüstung auf acht 15-cm-L/50 in Doppeltürmen der Zerstörer 1936 bei gleichzeitiger Verstärkung der Flakbewaffnung um eine 8,8 cm und zwei 3,7 cm Flak-Geschütze wurde aufgrund der Kriegslage nicht durchgeführt.
Da ein Kriegseinsatz weiterhin nicht in Frage kam, erfolgten weitere Dienstjahre als Schulschiff. Nach einer Werftliegezeit vom November 1940 bis zum 15. Februar 1941 war sie wieder einsatzbereit. Am 26. und 27. September 1941 unterstützte sie die Landungsunternehmen auf den Baltischen Inseln, wobei sie zusammen mit dem Leichten Kreuzer Köln etwa 600 Granaten vom Kaliber 15 cm auf die sowjetischen Küstenbatterien bei Kap Ristna auf Ösel abfeuerte. Danach diente sie wieder als Schulkreuzer und lag vom Juni bis November 1942 in Wilhelmshaven in der Werft. Vom 19. bis 21. September, 1. bis 2. Oktober und 5. bis 6. Oktober 1944 nahm sie an Minenunternehmen im Skagerrak teil. Am 9. Dezember 1944 machte sie kurzzeitig im Oslofjord fest. Am 25. Dezember 1944 lief sie in Königsberg ein, wo sie in der Schichauwerft überholt werden sollte.
Am 23. Januar 1945 wurde wegen der Annäherung der Roten Armee der Auslaufbefehl erteilt. Mit den aus dem Tannenberg-Denkmal überführten Särgen von Hindenburg und seiner Gattin an Bord wurde sie von Eisbrechern nach Pillau geschleppt. Nachdem die Särge auf die Pretoria verladen worden waren und der Turbineneinsatz möglich war, lief sie am 1. Februar 1945 aus Pillau aus und traf am 6. Februar mit rund tausend Flüchtlingen in Kiel zur Fortführung der Werftliegezeit ein. Dort wurde sie am 9./10. April durch Bombentreffer schwer beschädigt. Am 14. April wurde sie mit 15 Grad Backbordschlagseite in die Heikendorfer Bucht geschleppt und auf Grund gesetzt. Am 26. April folgte die Außerdienststellung. Am 3. Mai 1945 wurde die Emden unter dem Kommando von Kapitänleutnant Helmut Kummer in der Heikendorfer Bucht gesprengt, ihre Reste wurden 1948 abgebrochen.

## Kommandanten
- Kapitän zur See Richard Foerster – 15. Oktober 1925 bis 23. September 1928
- Fregattenkapitän/Kapitän zur See Lothar von Arnauld de la Perière – 24. September 1928 bis 10. Oktober 1930
- Fregattenkapitän/Kapitän zur See Robert Witthoeft-Emden – 11. Oktober 1930 bis 21. März 1932
- Fregattenkapitän Werner Grassmann – 22. März 1932 bis 1. April 1933
- Fregattenkapitän Karl Dönitz – 29. September 1934 bis 21. September 1935
- Kapitän zur See Johannes Bachmann – 21. September 1935 bis 25. August 1936
- Kapitän zur See Walter Georg Lohmann – 26. August 1936 bis 19. Juni 1937
- Fregattenkapitän Bernhard Liebetanz – 20. Juni bis 27. Juli 1937
- Fregattenkapitän/Kapitän zur See Leopold Bürkner – 28. Juli 1937 bis 15. Juni 1938
- Kapitän zur See Paul Wever – 15. Juni 1938 bis zum 5. Mai 1939
- Kapitän zur See Werner Lange – 8. Mai 1939 bis 28. August 1940
- Kapitän zur See Hans Mirow – 29. August 1940 bis 19. Juli 1942
- Kapitän zur See Friedrich Traugott Schmidt – 20. Juli 1942 bis 9. September 1943
- Kapitän zur See Hans Henigst – 10. September 1943 bis März 1944
- Fregattenkapitän/Kapitän zur See Hans-Eberhard Meisner – März 1944 bis Januar 1945
- Kapitän zur See Wolfgang Kähler – Januar 1945 bis März 1945
- Fregattenkapitän Ernst-Ludwig Wickmann – März 1945 bis zum 26. April 1945

## Bekannte Besatzungsangehörige
- Helmut Bertram (1907–1999), war von 1964 bis 1966, als Brigadegeneral der Luftwaffe der Bundeswehr im Hauptquartier der Fourth Allied Tactical Air Force tätig
- Horst Biesterfeld (1906–1969), war als Flottillenadmiral der Bundesmarine Unterabteilungsleiter der Stabsabteilung FüB VI im Bundesministerium für Verteidigung
- Carl-Heinz Birnbacher (1910–1991), war von 1968 bis 1970, als Konteradmiral der Bundesmarine, Stellvertreter des Befehlshabers der Flotte
- Herwig Collmann (1915–2005), war von 1969 bis 1973 als Flottillenadmiral Marineinspizient für Erziehung und Bildungswesen der Marine im Marineamt
- Gert Jeschonnek (1912–1999), war von 1967 bis 1971 dritter Inspekteur der Marine
- Friedrich Kemnade (1911–2008), war von 1968 bis 1970, als Konteradmiral, Befehlshaber im Wehrbereich I in Kiel und deutscher Bevollmächtigter bei den Allied Forces Northern Europe
- Werner Georg Kimmerling (1913–1995), war von 1968 bis 1971 als Flottillenadmiral Inspizient Schiffstechnik im Marineamt
- Helmut Klemm (1908–1969), war er von 1964 bis 1967, als Flottillenadmiral der Bundesmarine, Kommandeur der Logistikschule der Bundeswehr in Hamburg
- Otto Kretschmer (1912–1998), war von 1965 bis 1970 als Flottillenadmiral Chef des Stabes beim NATO-Befehlshaber der Seestreitkräfte Ostseezugänge
- Karl H. Peter (1918–2003), war von 1973 bis 1977 als Konteradmiral Personalchef beim Supreme Headquarters Allied Powers Europe
- Bernhard Rogge (1899–1982), war von 1957 bis 1962 als Konteradmiral Befehlshaber des Wehrbereichs I
- Horst von Schroeter (1919–2006), war von 1976 bis 1979 als Vizeadmiral Befehlshaber der Alliierten Seestreitkräfte der Ostseezugänge (COMNAVBALTAP)
- Robert Witthoeft-Emden (1886–1960), war von 1933 bis 1941 Marineattaché an der Deutschen Botschaft in Washington D.C. und Vizeadmiral der Kriegsmarine
- Karl-Adolf Zenker (1907–1998), war von 1961 bis 1967 zweiter Inspekteur der Marine
- Kurt Seizinger (1920–1996), war Flottenadmiral der Bundesmarine

## Trivia
- Die erste Entdeckung einer Wassertiefe von über 10.000 m. Bei der Überquerung des Philippinengrabens (1926) stellte man eine korrigierte Tiefe von 10.400 m fest. Die Stelle wird als Emdentief bezeichnet.
- An der Bugspitze trug sie das Eiserne Kreuz, das, außer dem U-Boot U 9, nur die Emden führen durfte. Diese Regelung ging bereits auf eine Weisung von Kaiser Wilhelm II. im Ersten Weltkrieg zurück und bezieht sich auf die Auszeichnung der ersten Emden.
- Robert Witthoeft-Emden diente als Wachoffizier schon auf der ersten Emden vom 30. Mai 1913 bis zur Strandung nach dem Gefecht bei den Kokosinseln am 9. November 1914. Witthoeft erhielt, so wie auch die anderen Besatzungsangehörigen, als Auszeichnung für das Überleben des letzten Gefechts, das Recht, den vererbbaren Namenszusatz „-Emden“ anzunehmen,[6] wodurch sich sein ungewöhnlicher Nachname erklärt.